# Дункоу
Дунко́у (кит. упр. 洞口, пиньинь Dòngkǒu) — уезд городского округа Шаоян провинции Хунань (КНР).

## История
Уезд был выделен 16 февраля 1952 года из уезда Уган, и вошёл в состав Специального района Шаоян (邵阳专区).
В 1970 году Специальный район Шаоян был переименован в Округ Шаоян (邵阳地区).
Постановлением Госсовета КНР от 8 февраля 1983 года был расформирован округ Шаоян и образован городской округ Шаоян, однако уже 13 июля это решение было отменено. Постановлением Госсовета КНР от 27 января 1986 года округ Шаоян вновь был преобразован в городской округ.

## Административное деление
Уезд делится на 12 посёлков, 7 волостей и 3 национальные волости.